# Thomas Hellberg
Björn Thomas Hellberg, född 29 september 1941 i Stockholm, död 22 januari 2023 i Stockholm, var en svensk skådespelare, regissör och manusförfattare, aktiv inom teater, film och tv mellan 1968 och 2009.

## Biografi
Thomas Hellberg gick på Statens scenskola i Malmö, i samma klass som Agneta Ekmanner och Claire Wikholm, och utexaminerades 1968.
Åren 1971–1983 var Hellberg verksam vid Stockholms stadsteater. Han gjorde filmdebut 1975 och medverkade i bland annat Bo Widerbergs filmer. År 1976 spelade han  Gunvald Larsson i Mannen på taket. Senare var han även verksam som regissör. Under 1990- och 2000-talen medverkade Hellberg i bland annat tv-filmen Apelsinmannen och tv-serierna Kopplingen (manus, regi och huvudroll), Rederiet (där han både spelade kaptenen Georg Lager och regisserade), samt Ivar Kreuger. Han var även en flitigt anlitad röstskådespelare, som bland annat gjorde rösten till Alien i SVT:s science fiction-barnserier Vintergatan och den svenska rösten för Tiger i flera tecknade Nalle Puh-filmer.
Thomas Hellberg är gravsatt i minneslunden på Skogskyrkogården i Stockholm.

## Författarskap
Hellberg skrev två böcker, båda tillsammans med Lars Magnus Jansson. 1983 kom biografin Alfred Nobel och 1986 kriminalromanen Kopplingen, som 1991 blev tv-serie med samma namn med Hellberg som regissör och huvudrollsinnehavare.

## Filmografi (urval)
- 1975 – Maria
- 1975 – Stumpen (TV-film)
- 1976 – Polare
- 1976 – Mannen på taket
- 1977 – Uppdraget
- 1978 – Man måste ju leva...
- 1979 – Skeppsredaren (TV-serie)
- 1979 – Vad händer...?
- 1980 – Flygnivå 450
- 1980 – Hyenan ler faktiskt inte (TV-serie)
- 1980 – Ett drömspel (TV-pjäs)
- 1981 – Fru Carrars gevär (TV-pjäs)
- 1981 – Dagar i Gdansk (TV-pjäs)
- 1982 – Skulden (TV-serie)
- 1983 – Raskenstam
- 1984 – Mannen från Mallorca
- 1984 – SK 917 har landat (TV-serie)
- 1984 – Konsert för sluten avdelning (TV-pjäs)
- 1984 – Se upp för sjöjungfrur (TV-pjäs)
- 1985 – Svindlande affärer
- 1985 – August Strindberg ett liv
- 1986 – Skuggan av Henry (TV-serie)
- 1986 – Sammansvärjningen (TV-serie)
- 1987 – Svart gryning
- 1988 – Råttornas vinter (regi och manus)
- 1988 – Stoft och skugga (TV-serie)
- 1990 – Apelsinmannen
- 1991 – Kopplingen (TV-serie) (även regi och manus)
- 1991 – Resan till Amerika – Fievel i vilda västern (röst)
- 1992 – Rederiet (TV-serie) (även regi)
- 1994 – Rapport till himlen (TV-serie)
- 1995 – Babe - den modiga lilla grisen (röst)
- 1996 – Pinocchios äventyr (röst)
- 1998 – Zingo
- 1998 – Ivar Kreuger (TV-serie)
- 1999 – Nalle Puh – Vännernas fest
- 2000 – Miraklernas man (röst)
- 2000 – Tigers film (röst)
- 2000 – Fem gånger storm (TV-serie) (regi)
- 2000 – Vintergatan (TV-serie) (Aliens röst)
- 2001 – Boken om Nalle Puh (TV-serie) (röst)
- 2002 – Talismanen (TV-serie)
- 2002 – Stora teatern (TV-serie)
- 2002 – Nalle Puh – Jullovet (röst)
- 2005 – Break Even
- 2009 – Bebådelse (kortfilm)

## Teater

### Roller (ej komplett)
| År   | Roll                      | Produktion | Regi                 | Teater                           |
| ---- | ------------------------- | --- | -------------------- | -------------------------------- |
| 1968 |                           | ”SOS” eller Sanningen Om Säkerheten Tore Zetterholm                                                              | Lars Gerhard Norberg | Norrköping-Linköping stadsteater |
| 1968 | Tomten                    | Lycko-Pers resa August Strindberg                                                                                | Riber Björkman       | Norrköping-Linköping stadsteater |
| 1968 |                           | Friställde Andersson Jan Myrdal                                                                                  |                      | Norrköping-Linköping stadsteater |
| 1968 |                           | Mor Courage och hennes barn (Mutter Courage und ihre Kinder) Bertolt Brecht                                      | Torsten Sjöholm      | Norrköping-Linköping stadsteater |
| 1969 | Wick                      | Lille Malcolm och hans kamp mot eunuckerna (Little Malcolm and His Struggle Against the Eunuchs) David Halliwell | Lars Gerhard Norberg | Norrköping-Linköping stadsteater |
| 1969 |                           | Vem har rätt? Tom Lagerborg och Martha Vestin                                                                    | Riber Björkman       | Norrköping-Linköping stadsteater |
| 1971 | Rådhjälpare               | De vilda svanarna (De vilde Svaner) H.C. Andersen                                                                | Fred Hjelm           | Stockholms stadsteater           |
| 1973 | Rune, f.d. spelare        | IK Kamraterna Sigvard Olsson och Fred Hjelm                                                                      | Fred Hjelm           | Stockholms stadsteater           |
| 1975 | Doktor Juste Lesage       | Herr von Hancken Agneta Pleijel                                                                                  | Johan Bergenstråhle  | Stockholms stadsteater           |
| 1976 | Melchior Gabor            | Längtan (Frühlings Erwachen) Frank Wedekind                                                                      | Jonas Cornell        | Stockholms stadsteater           |
| 1982 | Rocky Gravo               | Maratondansen (They Shoot Horses Don't They?) Horace McCoy                                                       | Fred Hjelm           | Stockholms stadsteater           |
| 1983 | Pat, vicevärd             | Gisslan (The Hostage) Brendan Behan                                                                              | Kåre Santesson       | Stockholms stadsteater           |
| 1987 | Manolo                    | Omaka par (The Odd Couple) Neil Simon                                                                            | Lars Amble           | Maximteatern                     |
| 1989 |                           | Happy End (Situation Comedy) Brian Cooke och Johnnie Mortimer                                                    | Lars Amble           | Maximteatern                     |
| 1992 | Peter Rundquist, minister | Trassel (Out of Order) Ray Cooney                                                                                | Lars Amble           | Maximteatern                     |
| 1996 | Roger                     | Alla var där (Anyone for Breakfast?) Derek Benfield                                                              | Paal Wesenlund       | Folkan                           |
| 2001 | Söderberg, läkare         | Hela sjukan (It Can Damage Your Health) Eric Chappell                                                            | Thomas Ryberger      | Scalateatern/ Riksteatern        |